# Chimarra loriana
Chimarra loriana là một loài Trichoptera trong họ Philopotamidae. Chúng phân bố ở miền Australasia.